# アイスホッケー北朝鮮代表
アイスホッケー北朝鮮代表（アイスホッケーきたちょうせんだいひょう、英語: DPR Korea national ice hockey team）は朝鮮民主主義人民共和国アイスホッケー協会によって編成される男子アイスホッケーナショナルチームである。国際アイスホッケー連盟によるランキングは2011年時点で45位、2008年のアイスホッケー世界選手権でディビジョン3の1位となり2009年はディビジョン2への昇格した。中国の長春市で行われた2007年アジア冬季競技大会ではアジアの4強に次ぐ5位となっている。

## 世界選手権
- 1974年 - プールC 8位
- 1975年 - 1980年 不参加
- 1981年 - プールC 7位
- 1982年 - 不参加
- 1983年 - プールC 8位
- 1985年 - プールC 7位
- 1986年 - プールC 8位
- 1987年 - プールC 6位
- 1989年 - プールC 6位
- 1990年 - プールC 5位
- 1991年 - プールC 7位
- 1992年 - プールC1 4位
- 1993年 - プールC 6位
- 1994年 - 2001年 不参加
- 2002年 - ディビジョンIII 1位
- 2003年 - ディビジョンII グループB 4位
- 2004年 - ディビジョンII グループB 3位
- 2005年 - ディビジョンII グループB 3位
- 2006年 - ディビジョンII グループB 4位
- 2007年 - 不参加
- 2008年 - ディビジョンIII 1位
- 2009年 - ディビジョンII グループA 6位 (ディビジョンIIIに降格)
- 2010年 - ディビジョンIII グループA 1位 (ディビジョンIIに昇格)
- 2011年 - 財政難によりディビジョンIIを棄権
- 2012年 - ディビジョンIII 2位